# Viselsko-oderská operace
Viselsko-oderská operace byl útok sovětských vojsk v oblasti mezi řekami Vislou a Odrou. Díky rychlému postupu Rudá armáda obsadila pravý břeh řeky Odry v pruském Slezsku a Braniborsku a dostala na vzdálenost 60 - 70 km od Berlína. V rámci operace byl 27. ledna 1945 osvobozen koncentrační tábor Osvětim (Auschwitz-Birkenau).

## Průběh operace

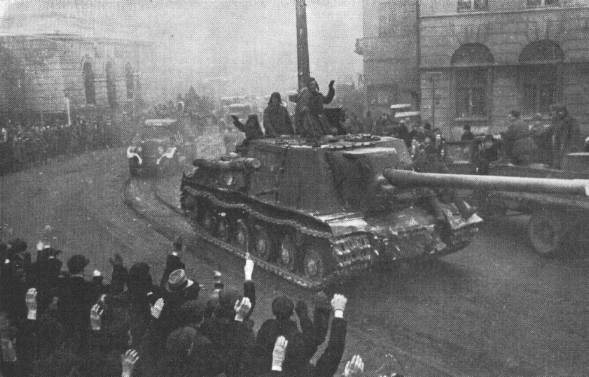
Rudá armáda v Lodži

Operace měla původně začít až 20. února, ovšem spojenci na západní frontě vedli tvrdé boje v Ardenách a potřebovali odlehčit. Proto Winston Churchill požádal Stalina o uspíšení operace. Ten jeho žádosti vyhověl a slíbil, že útok Rudé armády začne mezi 12. a 15. lednem. Byly urychleny přípravy a operace skutečně začala 12. ledna 1945 útokem vojsk 1. ukrajinského frontu ze sandoměřského předmostí a upoutal tím na sebe pozornost nepřítele. 
14. ledna začal hlavní útok z magnuszewského a puławského předmostí jižně od Varšavy. Vojska 1. běloruského frontu zahájila krátkou, avšak mohutnou dělostřeleckou přípravu, díky níž rozvrátila první obrannou linii německých vojsk a postoupila o 30 kilometrů. Severně od Varšavy zaútočila vojska 2. běloruského frontu, která polské hlavní město obklíčila a 17. ledna osvobodila. Pohyb vojsk Rudé armády se rozběhl tak rychle, že i americké noviny New York Times oznamovaly, že „ruská ofenzíva se rozvíjí s bleskovou rychlostí, před níž blednou německá tažení 1939 v Polsku a 1940 ve Francii.“ Sovětské tankové armády a mechanizované sbory postupovaly denně 45 - 70 km, obcházely uzly odporu a rozvíjely útok do hloubky. 19. ledna postoupily sovětské mechanizované sbory do německého Slezska a pokračovaly v útoku po pravém břehu Odry. Němci začali urychleně stahovat vojska ze západní fronty, ovšem útok sovětských vojsk a polských vojenských jednotek, které vznikly v SSSR, nezadržitelně pokračoval. Rudá armáda pronikla do konce ledna až ke Kostřínu (Küstrin), kde překročila Odru a vytvořila si předmostí na jejím levém břehu. Vojska 4. ukrajinského frontu postupovala jižním Polskem a vytvářela si podmínky pro útok na Moravu – Ostravsko-opavskou operaci.
Stalin si přál, aby útok pokračoval až do Berlína, ovšem sovětské vojenské velení v čele s maršálem Žukovem bylo jiného názoru. Sovětská vojska byla mohutným útokem vyčerpaná, sklady vojenského materiálu zůstaly daleko za frontou a ve Východním Prusku, Pomořansku a Slezsku se nacházely početné německé útvary, které mohly provést útoky na roztažená křídla sovětských frontů. Žukovův předpoklad byl správný, protože Hitler, který byl nejprve šokován rychlým postupem Rudé armády, přikázal provedení útoku z Pomořanska. Sovětská rozvědka však v tomto prostoru zjistila soustředění vojsk, na což Žukov reagoval vyčleněním dvou tankových a dvou vševojskových armád, které provedly na toto uskupení německých vojsk útok. Dne 3. března byla Rudá armáda u Baltského moře a odřízla po souši Východní Prusko od Německa. Podobný problém jako pro Žukova v Pomořansku nastal pro Koněva i v německém Slezsku (které po válce připadlo Polsku), kde musel 1. ukrajinský front porazit mohutné uskupení o síle 33 divizí. V průběhu února i počátkem března vedla sovětská vojska boje proti německým skupinám, které zůstaly v obklíčení. Vyčistěním oblastí východně od Odry a Nisy si Rudá armáda zabezpečila prostor pro závěrečný útok proti Berlínu.